# Lapoutroie
Lapoutroie là một xã ở tỉnh Haut-Rhin trong vùng Grand Est ở đông bắc Pháp. Xã này có diện tích 21,12 km², dân số năm 1999 là 2136 người. Khu vực này có độ cao 422 mét trên mực nước biển.